# Xylogenes hirticollis
Xylogenes hirticollis är en skalbaggsart som först beskrevs av Blackburn 1897.  Xylogenes hirticollis ingår i släktet Xylogenes och familjen kapuschongbaggar. Inga underarter finns listade i Catalogue of Life.